# Constant Feith
Constant Feith (né le 3 août 1884 à La Haye et mort le 15 septembre 1958 à Bennekom) est un footballeur international néerlandais. Il participe aux Jeux olympiques d'été de 1912, remportant la médaille de bronze avec les Pays-Bas.

## Biographie
Constant Feith reçoit huit sélections en équipe des Pays-Bas entre 1906 et 1912, inscrivant deux buts.
Il inscrit son premier but le 14 avril 1907, contre la Belgique (victoire 1-3 à Anvers). Il marque son second but le 9 mai 1907, contre cette même équipe (défaite 1-2 à Haarlem).
Il participe aux Jeux olympiques d'été de 1912 organisés en Suède. Lors du tournoi olympique, il joue deux matchs : contre la Suède, et la Finlande.

## Palmarès

### Jeux olympiques
- Jeux olympiques de 1912 :
  -  Médaille de bronze.